# Cazacy
Cazacy（カザシー）は、日本の女性歌手ユニット。メンバーは姉の真美、妹の多恵。

## 来歴
東京都出身。昭和歌謡曲とポップスを中心としたレパートリーとオリジナル曲を特徴としていた。
1996年5月21日に“彩（かざし）”として日本コロムビアから都会（まち）・炎情（えんじょう）でデビュー。夏のオーディション雑誌「月刊カラオケfan」より１万人の中から合格して徳間ジャパンコミュニケーションズより
ベクトルは上向き
LOVE TREE全国発売と記事に述べられている。
青空 - 徳間ジャパンコミュニケーションズ
（1999年01月21日）
アメ玉プロデュース
作詞　作曲　編曲
ユニコーンの阿部義晴
作詞作曲橘いづみ
```
坂巻晋
```

阿部義晴
編曲阿部義晴
黄色い果実
（1999年07月22日）
徳間ジャパンコミュニケーションズと述べられている
デビューのきっかけは、『歌手になりたかったというより、歌手になればいろんな人に会える、会って沢山話をして学べると思ってお話を受けたんです』と雑誌の月刊カラオケfan（1996年8月号）で述べられている。

## 活動歴
- 1996年森山加代子

平尾昌晃
ジェリー伊藤
弘田三枝子
九重佑三子などの大御所先輩のチャリティーコンサート
森山加代子のバックコーラス
彩（かざし）もステージで
歌っていたと述べられている
『モグモグGOMBO』は、日本テレビ系列局ほかで放送された日本テレビ製作の子供向けの料理教育番組である。カゴメの一社提供。製作局の日本テレビでは1993年4月17日から2003年9月27日まで、毎週土曜 18:30 - 19:00 に放送。 司会は、番組スタートから最終回までヒロミと林家こぶ平が担当。　
1998年日本テレビ
モグモグGOMBO番組エンディングテーマ曲
ベクトルは上向きを歌っていた
- 1998年7月14日　ももいろシスターズＴＶアニメ高視聴率記念イベント in アニメイト川越
- 1998年10月10日 ももいろシスターズ高視聴率記念イベント in アニメエイト八王子店
- 1998年10月11日 ももいろシスターズＴＶアニメ化記念サイン会　in まんがの森池袋店・大宮店
- 1998年10月17日 ももいろシスターズＴＶ化記念イベント in 大阪・ＴＢホール
- 1998年10月24日 ももいろシスターズＴＶアニメ化記念イベント in まんがの森町田店
- 1998年10月25日 ももいろシスターズＴＶアニメ化記念サイン会 in まんがの森横浜西口店
- 1998年10月31日 ももいろシスターズＴＶ化記念イベント in 神戸・上新電機ディスクピア
- 1998年11月22日　明治大学生田祭
- 2000年1月8日 東京オートサロン 幕張メッセ
- 1999年 BIN SPARKライブハウス

## 作品

### CD
- 都会（まち）（1996年5月21日）
- ベクトルは上向き -　徳間ジャパンコミュニケーションズ（1998年09月23日）
TBSテレビ「ワンダフル」内アニメ「ももいろシスターズ」挿入歌日本テレビ「モグモグGOMBO」エンディング・テーマ曲、テレビ東京「渋谷でチュ!」エンディング・テーマ曲
- 青空 - 徳間ジャパンコミュニケーションズ（1999年01月21日）
- アメ玉  - 徳間ジャパンコミュニケーションズ（1999年07月22日）

## メディア

### TV
- 「ズームイン!!朝」（1996年）
- 「モグモグGOMBO」エンディングテーマ曲、ベクトルは上向き（1998年/日本テレビ）
- 「ノンストップスペシャル」（1998年10月3日/静岡朝日テレビ）
- 「渋谷でチュ!」（1998年10月30日/テレビ大阪）ベクトルは上向き、エンディングテーマ曲
- 「渋谷でチュ!」（1998年10月30日/テレビ東京）
- 「Ｍ－ＡＩＤ」（1998年10月31日/毎日放送）
- 「おはようしずおか」生出演（1998年11月21日/静岡朝日テレビ）
- 「E-JAN!」（1998年12月19日/テレビ神奈川）

### 新聞
- 東京スポーツ新聞（1996年5月23日）
- 読売新聞（1996年5月24日）
- 西多摩新聞（1996年7月5日）
- 多摩リビング（1996年7月13日）
- 十勝毎日新聞（1996年7月18日）
- MY　TOWN　よみうり（1996年7月25日）
- 高知新聞（1997年7月4日）
- デイリースポーツ（1998年5月14日）
- 北海道新聞（1999年7月3日）
- 読売新聞（1999年8月26日）

### ラジオ
- 新潟放送生出演（1998年1月3日）
- 「川中美幸の人・うた・心」（1998年11月11日/文化放送）
- 「Come On Funky Lips」（2000年/文化放送）
- 「歌謡曲ヒット情報あなたにホットライン」（1998年9月29日/RKBラジオ）
- 「バンブー・ささみぃのレディオX」（1998年11月21日/文化放送）
- 「こちらジャスコ放送局」生出演　（1999年1月3日/新潟放送）

### 雑誌
- 月刊カラオケfan（1998年8月）
- 月刊デ・ビュー（1998年1月1日）
- ヤングアニマル（1998年）